# Ernest André (bankier)
Ernest André (Parijs, 28 oktober 1803 - aldaar, 16 februari 1864) was een Frans bankier en politicus ten tijde van het Tweede Franse Keizerrijk en de Derde Franse Republiek.

## Biografie
Ernest André werd geboren als zoon van Dominique André, als afstammeling van een rijke protestantse bankiersfamilie uit de stad Nîmes en de streek Vivarais. Hij huwde in 1832 met Louise Cottier, die reeds zou overlijden in 1835. Zij was een dochter van François Cottier, die regent was bij de Banque de France. Zij kregen samen een zoon, Édouard André, die later eveneens bankier en politicus zou worden.
Ernest André was vennoot bij de Banque André van 1835 tot 1842 werd daarna directeur van de Caisse d’Épargne (Spaarbank) in 1859.
Bij de parlementsverkiezingen van 1857 werd hij verkozen tot volksvertegenwoordiger in het Wetgevend Lichaam voor het departement Gard. Na zijn overlijden in 1864 zou zijn zoon Édouard hem opvolgen.
In 1856 kocht André van de erfgenamen van de weduwe van Pierre-Antoine Dupont de l'Étang het Parijse Hôtel de Beauvau in de Rue du Faubourg-Saint Honoré. Hij liet het pand luxueus renoveren door architect Jean-Baptiste Pigny. In 1859, nog voor het einde van de werken, verkocht hij echter het gebouw aan de Franse Staat.